# پیشنهاد بی‌شرمانه
پیشنهاد بی‌شرمانه (به انگلیسی: Indecent Proposal) یک فیلم درام و عاشقانه آمریکایی به کارگردانی آدریان لین محصول سال ۱۹۹۳ است. این فیلم بر اساس رمانی نوشته جک انگلهارد در سال ۱۹۸۸ ساخته شده است که در آن ازدواج یک زوج با پیشنهاد یک میلیون دلاری یک غریبه به همسر برای گذراندن شب با او مختل می‌شود. رابرت ردفورد، دمی مور و وودی هارلسون در این فیلم بازی می‌کنند.
به دلیل تدبیر و غیرقابل تصور بودن داستان فیلم، اغلب واکنش منتقدان  منفی بود. این فیلم همچنین جنجال‌هایی را برانگیخت و فمینیست‌ها استدلال کردند که فرضیه فیلم ترویج فحشا و رفتار با زنان به عنوان دارایی است. با وجود این، این فیلم در گیشه موفق بود و با بودجه ۳۸ میلیون دلاری نزدیک به ۲۶۷ میلیون دلار در سراسر جهان فروخت و ششمین فیلم پرفروش سال ۱۹۹۳ شد.

## نقش‌ها
| بازیگر           | نقش           |
| ---------------- | ------------- |
| دمی مور          | دیانا مورفی   |
| رابرت ردفورد     | جان گیج       |
| وودی هارلسون     | دیوید مورفی   |
| سیمور کاسل       | آقای شاکلفورد |
| اولیور پلات      | جرمی          |
| بیلی باب تورنتون |               |

## داستان
زوجی جوان که به‌شدت عاشق همدیگرند، برای فرار از مشکلات مالی، حاضر می‌شوند پیشنهاد میلیونر میان‌سالی را قبول کنند تا زن جوان در قبال گرفتن یک‌میلیون دلار یک شب را با او بگذراند. این هم‌آغوشی سبب پشیمانی شوهر جوان می‌شود. آنها فکر می‌کردند که می‌توانند چنین مسئله‌ای را به‌راحتی فراموش کنند؛ ولی این‌طور نمی‌شود و مرد جوان دچار نوعی حسادت به میلیونر می‌شود تا جایی که این اختلاف آنها را وامی‌دارد از یکدیگر جدا شوند. در همین اثنا، علاقه‌ای بین زن جوان و میلیونر میان‌سال پدید می‌آید که این امر موجب می‌شود زن کم‌کم همسرش و عشق به او را فراموش کند و (به نوعی خیانت‌وار) به سمت مرد بیگانه برود؛ که البته در انتها مرد میلیونر متوجه می‌شود که هنوز عشقی عمیق بین زن و مرد جوان وجود دارد و درحالی‌که در آستانهٔ ازدواج با زن جوان قرار دارد، با زیرکی و بدون اینکه زن جوان متوجه شود، کاری می‌کند که زن از ازدواج با وی پشیمان شود و به نزد شوهر سابقش برگردد.